# Eucinostomus entomelas
Eucinostomus entomelas är en fiskart som beskrevs av Zahuranec, 1980. Eucinostomus entomelas ingår i släktet Eucinostomus och familjen Gerreidae. IUCN kategoriserar arten globalt som livskraftig. Inga underarter finns listade i Catalogue of Life.